# Radio Venceremos
Radio Venceremos (RV) war ein Untergrundsender in El Salvador. Während des Bürgerkrieges in El Salvador (1980–1991) war er offizielle Stimme der Frente Farabundo Martí para la Liberación Nacional (Volksfront Farabundo Martí für die Nationale Befreiung – FMLN).

## Entstehung
Radio Venceremos (span. für „Wir werden siegen“) wurde von dem venezolanischen Journalisten Carlos Henríquez Consalvi (Santiago) gegründet und begann seine Sendungen am 10. Januar 1981, parallel zur militärischen Offensive der FMLN.
Sender und Studioeinrichtung befanden sich in den Bergen im Norden des Departements Morazán nahe der Ortschaft Perquín. RV sendete auf Kurzwelle und UKW. Das Gebiet, aus dem gesendet wurde, befand sich weitgehend unter militärischer Kontrolle des Ejército Revolucionario del Pueblo (Revolutionäre Volksarmee), einer der Organisationen, die sich 1980 in der FMLN zusammengeschlossen hatten. Der Hörfunksender wurde mit der Absicht ins Leben gerufen, die salvadorianische Bevölkerung und die internationale Öffentlichkeit über die Entwicklung des Bürgerkrieges zu informieren.
Die täglichen Sendungen begannen und endeten mit dem Lied Venceremos der chilenischen Gruppe Inti-Illimani. In jeder Sendung wurde die Bevölkerung zur Unterstützung des Kampfes der FMLN aufgerufen, über Angriffe der FMLN gegen die Regierungsstreitkräfte und staatliche Einrichtungen sowie über Verluste beider Seiten berichtet.

## Bedeutung
Die Sendungen erreichten im In- und Ausland eine breite Hörerschaft und wurden vor allem in den ersten Kriegsjahren zu einer wesentlichen Nachrichtenquelle für die internationalen Medien. Der Sender selbst wurde mehrfach zum Ziel von Angriffen der Regierungsstreitkräfte, die die Zerstörung des Senders zum strategischen Ziel erklärten. 1984 starb Oberst Domingo Monterrosa, ein prominenter Offizier der Regierungsstreitkräfte und Verantwortlicher für eine Reihe von Massakern an der Zivilbevölkerung, bei einer Operation mit dem Ziel, RV zum Schweigen zu bringen.
Die Zeitschrift „Señal de Libertad“ (Signal der Freiheit) von Radio Venceremos wurde für die internationale Öffentlichkeit in Spanisch, Englisch und Deutsch herausgegeben. Unter der Leitung des deutschen Journalisten Paolo Luers entstand eine Videoabteilung, die unter dem Namen Sistema Radio Venceremos Dokumentar- und Propagandafilme herstellte, die sich vor allem an Zuschauer in Nordamerika und Europa wendeten.
1992 erhielt Radio Venceremos nach dem Friedensabkommen von Chapultepec eine offizielle Sendelizenz und eine UKW-Frequenz. Die Sendungen verloren in der Folgezeit ihren politischen Charakter, und die nur noch unter dem Kürzel RV firmierende Station strahlte ein weitgehend von Musik und Werbung bestimmtes Programm aus. Nach Einstellung eigener Sendungen wird die UKW-Frequenz an einen evangelischen Missionssender vermietet.
Carlos Henríquez Consalvi trennte sich 1994 von RV und mitbegründete in San Salvador das Museo de la Palabra y la Imagen, welches u. a. das Audioarchiv von Radio Venceremos beherbergt.